# Gulltoppr
Gulltoppr (« Crinière d'or » ou « Toupet d'or ») est, dans la mythologie nordique, l'un des chevaux des dieux Ases, servant de monture au dieu Heimdall.

## Mentions
Heimdallr est mentionné chevauchant Gulltoppr pour se rendre aux funérailles du dieu Baldr.

### Dans le Grímnismál
Gulltoppr est cité parmi une liste de chevaux, dans le poème Grímnismál.
Glad et Gyllir,

Gler et Skeidbrimir,

Sillfrintoppr et Sinir,

Gisl et Falhofnir,

Gulltoppr et Lettfeti ;

Sur ces montures les Ases

Chevauchent chaque jour

Quand ils se rendent au conseil,

À la racine d'Yggdrasill.

— Grímnismál, strophe 30.

### Dans le Gylfaginning
« Heimdallr heitir einn.
Hann er kallaðr hvíti áss.
Hann er mikill ok heilagr.
Hann báru at syni meyjar níu ok allar systr.
Hann heitir ok Hallinskíði ok Gullintanni.
Tennr hans váru af gulli.

Hestr hans heitir Gulltoppr.
Hann býr þar, er heita Himinbjörg við Bifröst. 
Hann er vörðr goða ok sitr þar við himins enda at gæta brúarinnar fyrir bergrisum. »
— Gylfaginning, strophe 27.
        
« Heimdallr est le nom de l'un d'eux
Il est appelé l'Ase blanc
Il est grand et sacré
Il est né de neuf vierges, toutes sœurs
Il est appelé Hallinskíði et Gullintanni
Ses dents sont d'or, et son cheval s'appelle Gulltoppr.
Il habite le lieu appelé Himinbjörg près de Bifröst
il est le gardien des dieux, et s'assied au bout du ciel pour garder le pont contre les géants de la montagne. »

## Étymologie
Le nom Gulltoppr, en vieux norrois, est traduit par « Crinière d'or » selon le philologue autrichien Rudolf Simek.

## Analyse et symbolique
Rudolf Simek suppose que Snorri Sturluson a assigné un cheval à Heimdall dans l'objectif de systématiser la mythologie nordique.
Dans un article de la revue Études germaniques publié en 1955, il est supposé que le nom de ce cheval n'ait aucune signification mythique, par comparaison avec les autres noms de chevaux énumérés dans la 30e strophe du Grímnismál.